# Las pequeñas cosas
«Las pequeñas cosas» es una canción grabada por el dúo mexicano Jotdog. La canción fue escrita por María Barracuda y Jorge Amaro y producida por Jorge Amaro. Fue lanzada en 2009. Se trata del segundo sencillo de su álbum debut Jotdog. La canción ocupó el lugar número 9 en las listas del México Español Airplay del Billboard.

## Video musical
El video musical de «Las pequeñas cosas» fue lanzado el 13 de noviembre de 2012 en la plataforma digital YouTube, fue producido por Intelia Films y dirigido por Horacio Ortega y Ricardo Herrera. Cuenta con más de 15 millones de reproducciones.

## Listas

### Semanales
| País   | Lista                             | Mejor posición | Ref.  |
| ------ | --------------------------------- | -------------- | ----- |
| México | México Español Airplay(Billboard) | 9              | [ 2 ] |